# Trichromatisme
Un organisme biologique dont la vision se base sur trois types de récepteurs visuels de sensibilité spectrale différente est trichromate. C'est le cas de l'être humain et de plusieurs autres espèces de mammifères. La vision des couleurs dépend de cette base physiologique. Le trichromatisme, la trichromatie ou le trichromaticisme désigne cette organisation de la perception visuelle.
Le trichromatisme repose sur la présence, dans la rétine, de trois sortes de photorécepteurs sensibles à des parties différentes du spectre visible, nommés cônes chez les vertébrés. D'autres espèces sont monochromates et n'ont aucune espèce de vision des couleurs. Celles qui sont dichromates, avec deux types de récepteurs, voient identiquement des objets qui sont de couleur différente dans la vision des trichromates ; celles qui sont tétrachromates, avec leurs quatre types de récepteurs, peuvent trouver différents des objets qui pour les trichromates sont de la même couleur.
Il est fréquent que des photorécepteurs soient actifs à des niveaux d'intensité lumineuse différents et que leur nombre soit en conséquence supérieur à trois. En effet, chez les vertébrés qui sont dotés de trois sortes de cônes, les bâtonnets peuvent également contribuer à la perception des couleurs en faible lumière. Ces conditions spéciales réservent donc une petite place au tétrachromatisme dans l'espace colorimétrique.

## Les humains et autres animaux trichromates
Les humains et quelques autres primates possèdent une vision trichromate, partiellement imputable aux pigments hérités d'organismes vertébrés plus anciens. Chez les oiseaux et les poissons par exemple, on retrouve quatre pigments. Les pigments de cônes récepteurs supplémentaires détectent des longueurs d'onde d'énergie différente, étendant quelquefois la vision dans les ultraviolets proches. Le trichromatisme de certains primates résulte d'une perte de deux de ces pigments chez les mammifères placentaires, et de l'apparition d'un autre pigment.
Les humains et les primates les plus proches sont des trichromates, au même titre qu'une partie des femelles de la plupart des espèces de singes platyrhiniens (dits du nouveau monde) ainsi que les mâles et les femelles alouates (dits singes hurleurs).
Une étude récente suggère que le trichromatisme pourrait également être répandu parmi les marsupiaux. Une autre étude portant sur le trichromatisme des marsupiaux australiens suggère que les cônes photorécepteurs spécifiques aux longueurs d'onde moyennes de la souris à miel et du dunnart à pieds étroits sont hérités du système rétinien des reptiles. Le possible trichromatisme des marsupiaux résulte d'une évolution potentiellement différente de celle des primates. D'autres expérimentations animales portant sur la biologie et le comportement des marsupiaux pourraient confirmer leur trichromatisme.
La plupart des autres mammifères sont aujourd'hui considérés comme des dichromates, c'est-à-dire avec deux sortes de cônes seulement. Les études portant sur les carnivores révèlent généralement un dichromatisme semblable à celui des autres mammifères, comme chez le furet et la hyène. Certaines espèces d'insectes telles que les abeilles sont également des trichromates. Elles sont sensibles aux ultraviolets au bleu et au vert plutôt qu'au bleu au vert et au rouge.

## Avantages sélectifs
La recherche indique que le trichromatisme serait un avantage sélectif car il permet de distinguer tout ce qui n'a pas la même couleur que celle d'un feuillage mature : les fruits et les jeunes pousses de la végétation. Chez les catarhiniens, les études de la sensibilité spectrale des cônes M et L montrent qu'elle est optimale pour discriminer un objet au milieu d'un feuillage.
Une autre hypothèse propose d'envisager que la détection du rougissement de l'épiderme (et des humeurs qui l'accompagnent) pourrait avoir influencé le développement du trichromatisme de la vision chez les primates. La couleur rouge est réputée avoir d'autres effets sur le comportement des primates, humains compris. Cela fait partie de la psychologie des couleurs.

## Types de cônes propres aux primates
Les primates sont les seuls mammifères placentaires trichromates connus. Leurs rétines comportent trois sortes de cônes. Chaque type de cône contient un photo-pigment différent (opsines) auquel correspond une photosensibilité maximale : couleurs bleuâtres avec un maximum dans les violet-bleus (longueurs d'onde courte, cônes S pour « short » en anglais), couleurs vertes (longueurs d'onde moyenne, cônes M pour « medium » en anglais) et couleur vertes à rouges avec un maximum vert-jaune (grande longueur d'onde, cônes L pour « long » en anglais) du spectre visible (Schnapf et al, 1987).
Les cônes S représentent environ 5 à 10 % des cônes et sont répartis comme une mosaïque régulière. Des cellules bipolaires et ganglionnaires dédiées transmettent le message des cônes S, tandis que nous possédons la preuve qu'ils disposent également d'un canal distinct au travers du thalamus jusqu'au cortex visuel. Au contraire, les cônes M et L sont difficiles à distinguer, tant par leur forme que par les autres moyens anatomiques car leurs opsines ne diffèrent que de 15 acides aminés sur 363 (personne n'est encore parvenu à désigner des anticorps qui leur soient spécifiques). Toutefois, Mollon et Bowmaker ont pu constater que les cônes M et L étaient distribués aléatoirement et dans des proportions semblables.

## Physiologie de la perception trichromique

Sensibilité normalisée des photorécepteurs de la rétine humaine au spectre électromagnétique

La perception trichromique est la capacité de certains animaux à distinguer des rayonnements selon leurs caractéristiques spectrales ; elle produit chez les humains la notion de couleur. Elle implique trois types de photorécepteurs. Cette caractéristique détermine principalement le nombre de spectres différents que l'animal peut distinguer. Avec seulement deux types de récepteurs, comme il arrive à des daltoniens, certains rayonnements, que les trichromates désignent comme différentes, par exemple comme un « vert » et comme un « rouge », sont identiques. Les animaux qui ont quatre types de récepteurs peuvent perçoivent comme différents des surfaces que les humains voient identiques.
Depuis le XVIe siècle au moins, les peintres et teinturiers constatent qu'on peut recréer une vaste gamme de sensations colorées avec trois colorants de base. Thomas Young forme dès la fin du XVIIIe siècle l'hypothèse que la perception des couleurs pourrait résulter de trois différentes sortes de cellules photoréceptrices, chacune étant spécialisée dans la perception des composantes rouges, vertes ou bleues de la lumière reçue. Plus tard, entre 1856 et 1866, dans son traité d'Optique physiologique, Hermann Ludwig von Helmholtz a développé les idées de Young en conduisant des expériences qui démontraient que les personnes dont la vision était normale pouvaient faire concorder des couleurs quelconques avec un mélange de trois lumières colorées. Gunnar Svaetichin, physiologiste suédo-finno-vénézuélien n'a établi les preuves physiologiques de la trichromie que bien plus tard, en 1956,.
Chacun des trois types de cônes de la rétine humaine abrite une sorte de pigment photorécepteur distincte. Ces pigments sont constitués d'une protéine transmembranaire appelée opsine ainsi que d'une molécule photosensible appelée rétinal. Chaque pigment est particulièrement sensible à une certaine plage de longueurs d'onde. Un pigment produit une réponse cellulaire lorsqu'il est atteint par des photons dont l'énergie correspond à la longueur d'onde à laquelle le pigment est le plus sensible. Les trois différentes sortes de cônes L, M et S réagissent respectivement aux grandes longueurs d'onde (maximum à 564 nm), aux longueurs d'onde moyennes (maximum à 534 nm) et aux longueurs d'onde courtes (420 nm),.
Puisqu'un cône réagit en fonction de la longueur d'onde et de l'intensité de la lumière, le cerveau n'aurait aucun moyen de différencier les couleurs s'il ne disposait que d'un seul type de cônes. Il faut donc au moins deux types de cônes pour pouvoir percevoir les couleurs. À partir de deux types de cônes, les cellules ganglionnaires de la rétine peuvent comparer les signaux de chaque type et différencier deux lumières de longueur d'onde dominante différente. Prenons l'exemple d'une stimulation modérée d'un cône M (longueur d'onde moyenne). Cela pourrait indiquer une lumière intense de grande longueur d'onde, ou une lumière d'intensité modérée de longueur d'onde moyenne. Les cônes L (grande longueur d'onde) rendent la distinction possible : ils seront plus fortement stimulés que les cônes M si la lumière longueur d'onde est grande, moins si elle est moyenne. Avec une vision trichrome, les cônes S permettent de faire la différence, entre des rayonnements qui donneraient le même couple de stimulations des cônes L et M. La vision trichromique se produit par la combinaison des signaux cellulaires.
On estime que chaque type de cône de la rétine humaine peut distinguer une centaine de gradations d'intensités différentes. Si le système visuel était effectivement capable de combiner toutes ces variations de toutes les manières possibles, l'humain moyen devrait être en mesure de distinguer de l'ordre d'un million de couleurs différentes,. Les estimations basées sur des expériences de différence de couleur arrivent entre 15 000 couleurs identifiables et 500 000 couleurs séparées par une différence juste perceptible. Le million de couleurs semble être une valeur extrême. Ces valeurs sont basées sur des calculs, une partie allant jusqu'à la moitié de ces couleurs théoriques n'existe pas dans la nature ni n'est réalisable par les moyens techniques actuels.